# 長刺真鰃
長刺真鰃（学名：Holocentrus rufus）為輻鰭魚綱金眼鯛目金鱗魚亞目金鱗魚科的其中一種，分布於西大西洋區，從美國佛羅里達州至巴西海域，棲息深度可達32公尺，體長可達35公分，棲息在珊瑚礁區，夜行性，以甲殼類、腹足類為食，可做為食用魚，有雪卡魚中毒的報告。